# Filippo Schor
Filippo Schor (Roma, 1646 – Napoli, 2 luglio 1701) è stato un architetto, ingegnere, scenografo e pittore italiano di seconda generazione. Fu particolarmente attivo nell'architettura effimera.

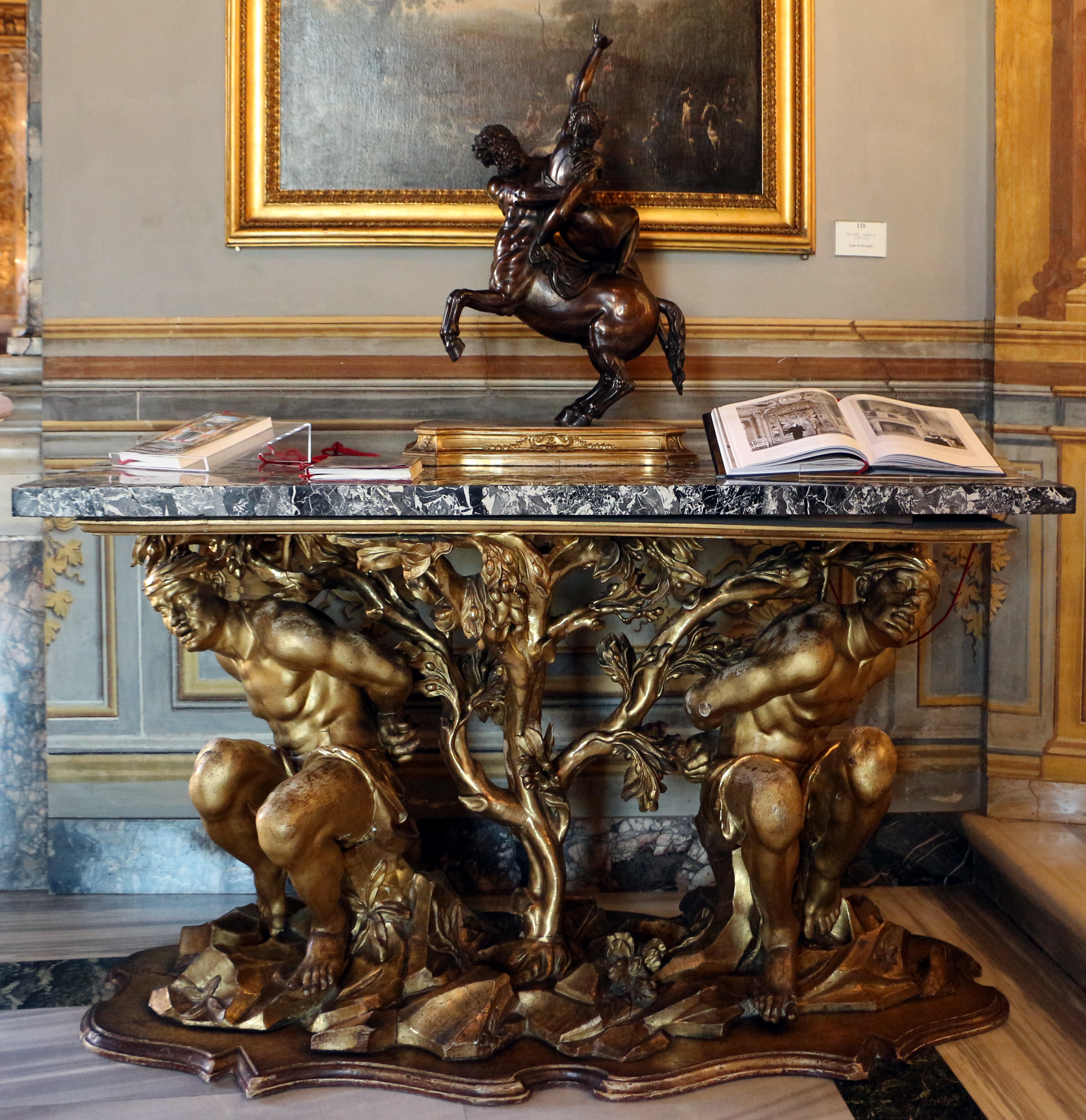
Consolle con prigionieri turchi intagliati allusivi alla battaglia di Lepanto, su disegno di Filippo Schor, Galleria Colonna (Roma)

Figlio dell'architetto e decoratore austriaco Giovan Paolo Schor, si formò nella bottega paterna educandolo al linguaggio berniniano. A Roma collaborò in diverse occasioni il padre, come nelle decorazioni del Palazzo del Quirinale e del Palazzo Colonna. Nel 1684 fu chiamato a Napoli dal viceré Gaspar Méndez de Haro, dove si stabilì con la famiglia. Insieme al Schor arrivò nella capitale anche Johann Bernhard Fischer von Erlach, il quale divenne collaboratore del Nostro ed amico di Francesco Antonio Picchiatti lavorando anche con quest'ultimo in alcune fabbriche prima di ritornare a Vienna.
Il 25 agosto 1685 fu autore, insieme a Fischer von Erlach, del Teatro del Mare per la festa di San Luigi dei Francesi in onore di Maria Ludovica di Borbone. Tra il 1690 e il 1692 fu destinato come ingegnere militare al presidio di Pescara e nel 1691 progettò la macchina d'altare per la festa di San Gennaro per il seggio di Nido. Nel 1692 eseguì il disegno di una cornice in legno per una tela e nel 1797 realizzò per il seggio di Nilo una macchina d'altare per una nuova festa di San Gennaro. Nello stesso anno partì per la Spagna alla corte reale. Amico dell'impresario teatrale Nicola Vaccaro, figlio di Andrea, progettò le scene per le esibizioni nel teatrino di corte al Palazzo Reale.